# Jon Tester
Raymond Jon Tester (Havre, 21 de agosto de 1956) es un granjero y político estadounidense que ejerció como senador de los Estados Unidos por Montana de 2007 hasta 2025.
Tester fue electo al Senado por primera vez en 2006, año en el que el Partido Demócrata tomó ambas cámaras del Congreso gracias a la impopularidad del presidente George W. Bush. Su elección, en la que derrotó al titular Conrad Burns, fue una de las más estrechas de ese año, pues Montana es un estado tradicionalmente republicano y conservador. Tester fue reelecto por poco en 2012 y 2018, mas no pudo lograr un cuarto periodo debido a que fue derrotado por Tim Sheehy en 2024.
Visto como un demócrata moderado, Tester votó en contra de la Ley Dream y la regulación de la tenencia de armas, pero a favor de Obamacare y la protección del derecho al aborto.